# غرانديزول
غرانديزول مركب عضوي طبيعي له الصيغة الجزيئية (C10H18O). وهو عبارة عن مونوتربين يحتوي على حلقة سيكلوبوتان ، ومجموعة كحولية ، ومجموعة ألكين، ومركزين مراوان (أحدهما رباعي).
غرانديزول هو فرمون مهم في المقام الأول كجاذب جنسي لسوسة القطن، والذي اشتق منه اسمه. وهو أيضًا فرمون للحشرات الأخرى ذات الصلة. وتعتبر سوسة لوز القطن هي آفة زراعية يمكن أن تسبب أضرارًا اقتصادية كبيرة إذا لم يتم السيطرة عليها. غرانديزول هو المكون الرئيسي للخليط المعروف باسم غراندلور ، والذي يستخدم لحماية محاصيل القطن من سوسة اللوز.

## التركيب
تم عزل الغرانديزول وتحديده وتوليفه لأول مرة بواسطة (J.Tumlinson) في جامعة ولاية ميسيسيبي عام 1969. تم الإبلاغ عن أحدث الطرق الاصطناعية وأعلاها إنتاجية للغرانديزول في يناير 2010 من قبل مجموعة من الكيميائيين في جامعة فورمان. وعلى الرغم من الإبلاغ عن توليفات انتقائية، فقد ثبت أن (racemic grandisol) قد أثبت فعاليته بنفس القدر في جذب سوس اللوز باعتباره متماثلًا طبيعيًا ، مما يجعل الحاجة إلى التوليفات الانتقائية للأغراض الزراعية موضع خلاف.